# جاك قالبرايث
جاك قالبرايث (بالإنجليزية: Jack Galbraith)‏ (4 أبريل 1898 في المملكة المتحدة - 1 يناير 2000) هو مدرب كرة قدم ولاعب كرة قدم بريطاني (وحمل سابقاً جنسية المملكة المتحدة لبريطانيا العظمى وأيرلندا) في مركز الظهير. لعب مع كارديف سيتي ونادي ليتون أورينت.

## وصلات خارجية
- جاك قالبرايث على موقع قاعدة بيانات كرة القدم.إي يو (الإنجليزية)